# Okabe (Shizuoka)
Pour les articles homonymes, voir Okabe (homonymie).
Okabe (岡部町, Okabe-chō) est un ancien bourg situé dans la préfecture de Shizuoka au Japon.
Sa population était de 12 839 habitants en 2003.
Le 1er janvier 2009, Okabe a fusionné avec la ville de Fujieda, et depuis n'est plus une municipalité autonome.